# Miroslav Barčík
Miroslav Barčík (26 de maio de 1978) é um futebolista profissional eslovaco que atua como meia.

## Carreira
Miroslav Barčík representou a Seleção Eslovaca de Futebol, nas Olimpíadas de 2000. 